# Aguiar da Beira (freguesia)
Aguiar da Beira é uma vila portuguesa que foi sede da Freguesia de Aguiar da Beira do Município de Aguiar da Beira, freguesia que tinha 35,73 km² de área e 1 473 habitantes (2011), e, por isso, uma densidade populacional de 41,2 hab/km².
A Freguesia de Aguiar da Beira foi extinta (agregada), em 2013, no âmbito de uma reforma administrativa nacional, tendo sido agregada à freguesia de Coruche, para formar uma nova freguesia denominada União das Freguesias de Aguiar da Beira e Coruche.

## Geografia
Localizada a norte do concelho, Aguar da Beira tem por vizinhos as localidades de Gradiz a norte, Sequeiros a leste, Souto de Aguiar da Beira a sueste, Valverde e Coruche a sul e Pinheiro a sudoeste e os concelhos de Sernancelhe e Sátão a noroeste.

## População
| População da freguesia de Aguiar da Beira | População da freguesia de Aguiar da Beira | População da freguesia de Aguiar da Beira | População da freguesia de Aguiar da Beira | População da freguesia de Aguiar da Beira | População da freguesia de Aguiar da Beira | População da freguesia de Aguiar da Beira | População da freguesia de Aguiar da Beira | População da freguesia de Aguiar da Beira | População da freguesia de Aguiar da Beira | População da freguesia de Aguiar da Beira | População da freguesia de Aguiar da Beira | População da freguesia de Aguiar da Beira | População da freguesia de Aguiar da Beira | População da freguesia de Aguiar da Beira |
| ----------------------------------------- | ----------------------------------------- | ----------------------------------------- | ----------------------------------------- | ----------------------------------------- | ----------------------------------------- | ----------------------------------------- | ----------------------------------------- | ----------------------------------------- | ----------------------------------------- | ----------------------------------------- | ----------------------------------------- | ----------------------------------------- | ----------------------------------------- | ----------------------------------------- |
| 1864                                      | 1878                                      | 1890                                      | 1900                                      | 1911                                      | 1920                                      | 1930                                      | 1940                                      | 1950                                      | 1960                                      | 1970                                      | 1981                                      | 1991                                      | 2001                                      | 2011                                      |
| 930                                       | 1 045                                     | 1 107                                     | 1 230                                     | 1 314                                     | 1 261                                     | 1 221                                     | 1 323                                     | 1 283                                     | 1 351                                     | 1 273                                     | 1 280                                     | 1 289                                     | 1 478                                     | 1 473                                     |

## Património
- Pelourinho de Aguiar da Beira
- Fonte Ameada
- Torre Ameada